# Els Verds de Menorca
Els Verds de Menorca (Los Verdes de Menorca) fue un partido político español de carácter ecologista cuyo ámbito de actuación fue la isla de Menorca. Se creó en 2001. Formaba parte de la Confederación de Los Verdes hasta su integración en Iniciativa Verds-Equo, Illes Balears.

## Historia y evolución
Su política de pactos le ha llevado en diversas ocasiones a varios ayuntamientos de la isla. En la actualidad, y tras las elecciones locales, autonómicas y a los consejos insulares de 2007, en las que concurrió en coalición con el Partit Socialista de Menorca, Els Verds de Menorca forman parte del equipo de gobierno del Consejo Insular de Menorca y del Gobierno de Islas Baleares.
Las primeras elecciones a las que concurrió Els Verds de Menorca fueron las locales y autonómicas de 2003. Obtuvieron un concejal en Villacarlos y 1081 votos en las autonómicas (3 % en la circunscripción menorquina). En las generales de 2004, formaron parte de la coalición Progresistas por las Islas Baleares, que agrupaba a diversos partidos situados a la izquierda del PSOE: Izquierda Unida, Els Verds de Mallorca, PSM - Entesa Nacionalista y Esquerra Republicana de Catalunya y buscaban conseguir un escaño que rompiese con el bipartidismo PP-PSOE en la circunscripción balear, sin éxito. En las locales, insulares y autonómicas de 2007 concurrieron de nuevo en coalición, esta vez con el Partit Socialista de Menorca (rama menorquina de PSM - Entesa Nacionalista), en la coalición PSM-Verds. La coalición obtuvo 5 concejales en la isla, pero ninguno de ellos pertenecía a Els Verds. No obstante, sí consiguió un concejal en Mercadal en la lista liderada por el PSM. En las elecciones al Consejo Insular la coalición obtuvo un diputado, también del PSM (el coordinador general de Els Verds iba de número dos), pero entró a formar parte del pacto de gobierno con el PSOE, por lo que miembros de Els Verds forman parte del Consejo Insular. En las autonómicas, PSM-Verds obtuvo también un diputado, del PSM, pero al formar parte del pacto de gobierno balear, también militantes de Els Verds forman parte de dicho gobierno. Finalmente, en las generales de 2008 formaron parte de la coalición Unitat per les Illes, una coalición similar a Progressistes, pero que daba entrada a Unió Mallorquina al tiempo que prescindía de Esquerra Unida y Els Verds de Mallorca. Una candidata de Els Verds, Glòria Domínguez, ocupaba el número seis de la candidatura. Tampoco obtuvo representación.
Els Verds de Menorca tiene como coordinador general y portavoz a José Francisco Suárez Roa (desde 2005).

### Participación en el Proyecto Equo
El 4 de junio de 2011, víspera del Día Mundial del Medio Ambiente, tuvo lugar un encuentro organizado por Equo en el que participaron Los Verdes de Menorca junto a otras más de 30 organizaciones políticas verdes y progresistas de todo el país con el objetivo de confluir para la puesta en marcha de un proyecto político estatal que concurra a las próximas elecciones generales.